# Бурцев, Фёдор Иванович (полный кавалер ордена Славы)
Фёдор Иванович Бурцев (21 января 1920, дер. Поляницыно, Галичский уезд, Костромская губерния, РСФСР — 18 октября 2018, Калуга, Россия) — советский военный. В войсках НКВД СССР, Рабоче-крестьянской Красной армии и Советской армии служил с октября 1940 по июнь 1946 года, участник Великой Отечественной войны. Полный кавалер ордена Славы. Воинское звание на момент демобилизации — старший сержант. В 1970-х годах присвоено воинское звание старшего лейтенанта в отставке.
После войны с 1948 по 1996 год служил в органах правопорядка. Старший советник юстиции. Почётный работник прокуратуры СССР. Заслуженный работник прокуратуры Российской Федерации (2012).

## Биография
Фёдор Иванович Бурцев родился 21 января 1920 года в деревне Поляницыно Галичского уезда Костромской губернии РСФСР (ныне урочище на территории Островского района Костромской области России) шестым ребёнком в многодетной крестьянской семье Ивана Александровича и Александры Кузьминичны Бурцевых. Русский.
Отец Фёдора Ивановича был человеком трудолюбивым. Он имел крепкое крестьянское хозяйство, и в деревне считался середняком. Но в конце 1920-х годов в период коллективизации Бурцевым пришлось передать в колхоз бо́льшую часть своего имущества. Колхозного заработка не хватало, и чтобы прокормить большую семью, Иван Александрович каждый год вынужден был уезжать на заработки в Свердловск. Там он снял просторный флигель, который со временем переделал в трёхкомнатную квартиру, и в 1931 году перевёз туда жену и своих шестерых детей.
В Свердловске Фёдор Иванович продолжил учёбу в средней школе № 11. Окончив в 1937 году седьмой класс, устроился маляром в стройгруппу Свердловского медицинского института. В 1939 году вступил в комсомол. Во время третьей Всесоюзной переписи населения по поручению комсомольской организации он на общественных началах работал в бюро шифровки переписных листов. Работу и общественную нагрузку Бурцев успевал совмещать с учёбой на рабфаке при мединституте, которую он завершил незадолго до призыва в армию.

### Начало военной службы
В ряды Рабоче-крестьянской Красной армии Ф. И. Бурцев был призван Октябрьским районным военкоматом города Свердловска осенью 1940 года. Военную службу начал в пограничных войсках в Читинском пограничном округе. Вскоре его направили в Читу в пограншколу младшего начальствующего состава осваивать воинскую специальность связиста. О начале Великой Отечественной войны Фёдор Иванович узнал 22 июня 1941 года на стадионе «Динамо» в перерыве между таймами футбольного матча «Локомотив» (Чита) — «Локомотив» (Красноярск). В тот же день практически все курсанты пограншколы написали рапорты об отправке на фронт, но ни один из них не был удовлетворён.
После завершения обучения младший командир Ф. И. Бурцев получил назначение в 47-й запасной пограничный кавалерийский полк на должность командира отделения эскадрона связи. В Иркутске Фёдор Иванович прослужил около года, безуспешно добиваясь перевода в боевую часть. Лишь когда осенью 1942 года в резерве Ставки Верховного Главнокомандования из личного состава войск НКВД СССР началось формирование 70-й армии, на многочисленные обращения младшего сержанта Бурцева обратили внимание. В декабре его зачислили помощником командира взвода связи в 264-й стрелковый полк 7-й мотострелковой дивизии внутренних войск НКВД.
1 февраля 1943 года 70-я армия вошла в состав Центрального фронта и развернулась в боевые порядки в районе Севска. В ходе начавшейся в конце февраля Севской операции младший сержант Ф. И. Бурцев выполнял задачи по обеспечению бесперебойной связи штаба стрелкового батальона с боевыми подразделениями. В первых числах марта Фёдору Ивановичу было приказано непосредственно сопровождать командира одной из стрелковых рот, которой предстояло выполнить важную боевую задачу. Времени на сборы у связиста практически не было. Накануне днём была оттепель, и одевать сильно изношенные валенки без калош Фёдор Иванович счёл нецелесообразным. Надел на задание хромовые сапоги, а ночью ударил сильный мороз.

Я должен был поддерживать связь с командиром, — в одном из своих интервью вспоминал ветеран, — а позиции были не подготовлены, в лесу лежал у телефонного аппарата прямо в снегу… Как сейчас помню: 6 марта, я уже в летних сапогах, а тут мороз 25-градусный ударил… Отморозил я обе пятки до кости. Утром на лошади отвезли в штаб батальона, сняли сапоги, а из них — лужа крови. — Досье 02. Баллада о прокуроре.
Ещё полтора месяца Фёдор Иванович добросовестно выполнял свои должностные обязанности на передовой: смазывал ступни вазелином, туго их перевязывал и вновь шёл устранять очередной порыв на линии связи. Только когда начался некроз тканей, он вновь обратился в медсанбат. Осматривавший его врач заметил: «Настойчивый ты парень, ходить будешь, а воевать — уже нет, отвоевался». 22 апреля (по другим данным — 25 апреля) Бурцев был эвакуирован в госпиталь.

### Механик-водитель
Три месяца Ф. И. Бурцев провёл на больничной койке в госпиталях Чимкента и Алма-Аты. Медицинская комиссия признала его ограниченно годным к военной службе. Из батальона выздоравливающих солдат Фёдора Ивановича перевели в запасной стрелковый полк, где ему должны были подобрать подходящее по состоянию здоровья новое место службы в тылу где-нибудь поближе к дому. Но Бурцев твёрдо заявил военным чиновникам: «Домой не поеду, помогите попасть в танкисты. Поверьте, я смогу». И вот летом 1943 года бывший связист был направлен в Свердловск на курсы механиков-водителей при заводе «Уралмаш». За полгода учёбы Фёдор Иванович научился водить как танки, так и самоходные артиллерийские установки. При этом он был одним из лучших в учебной группе. Бурцев сам удивлялся неожиданно открывшемуся таланту:

Сначала я думал: какой из меня водитель, ничего кроме лошади в деревне не водил, когда навоз возил. А оказалось — судьба, что-то было у меня от природы: всё сдал на отлично, и сам инструктором стал.— Досье 02. Баллада о прокуроре.
Ещё пять месяцев Фёдор Иванович обучал новобранцев управлять бронетехникой. Только в мае 1944 года младший сержант Ф. И. Бурцев получил возможность вновь попасть на фронт. С партией новых САУ он был направлен в распоряжение 1-го танкового корпуса, где его зачислили механиком-водителем СУ-85 в 1437-й самоходный артиллерийский полк. До июня 1944 года корпус находился в резерве Ставки Верховного Главнокомандования, затем был переброшен на 1-й Прибалтийский фронт, где принимал участие в освобождении Белоруссии и Прибалтики.

### Операция «Багратион»
К середине июня 1944 года 1-й танковый корпус генерал-лейтенанта В. В. Буткова сосредоточился в районе Городка, откуда 22 июня мощным ударом прорвал оборону немцев восточнее Шумилино, и форсировав Западную Двину в районе Бешенковичей, развил стремительное наступление на лепельском направлении. В бою к северу от Лепеля 29 июня самоход младшего сержанта Ф. И. Бурцева, прикрывая действия своих танков, вступил в противоборство с артиллерийской батареей противника, выдвинутой на прямую наводку. Умелой работой механик-водитель не только не позволил немцам вести прицельный огонь по машине, но и дал возможность экипажу уничтожить вражеские орудия.
Разгромив совместно с частями 6-й гвардейской и 43-й армий витебско-лепельскую группировку противника, 1-й танковый корпус вплотную приблизился к границам советской Прибалтики. В ходе начавшейся 6 июля 1944 года Шауляйской операции стратегического плана «Багратион» при прорыве сильно укреплённой обороны немцев в 17 километрах юго-восточнее города Браслава механик-водитель СУ-85 Ф. И. Бурцев продемонстрировал виртуозное владение техникой. Искусно маневрируя на поле боя под огнём врага, Фёдор Иванович неизменно выводил свою боевую машину на выгодную огневую позицию, благодаря чему его экипаж уничтожил зенитно-пулемётную установку и 2 пулемётных гнезда. В ходе боестолкновения Бурцев ворвался на вражеские позиции, и действуя гусеницами, истребил 12 вражеских солдат. За отличие в боях за освобождение Белоруссии приказом от 30 июля 1944 года младший сержант Ф. И. Бурцев был награждён орденом Славы 3-й степени (№ 132722).
Прорвав вражескую оборону, 1-й танковый корпус стремительно продвигался вглубь Литвы. Противник сумел организовать сопротивление только на подступах к Биржаю. 28 июля 1944 года крупные силы противника прорвались в тыл наступающим частям корпуса, создав серьёзную угрозу их тылам, но в 800 метрах северо-западнее населённого пункта Лаукминишкяй (Laukminiškiai) их продвижение было остановлено силами 1437-го самоходного артиллерийского полка. После разгрома биржайской группировки немцев, корпус генерал-лейтенанта Буткова вышел на рубеж к западу от Шяуляя, где вынужден был отражать мощный танковый контрудар врага. 18 августа 1944 года самоходчики гвардии майора В. А. Протанкевича держали оборону у небольшой литовской деревушки Рейзги (Raizgiai). Этот бой под Шяуляем Фёдор Иванович запомнил особенно хорошо:

Нас поставили в засаду. На хуторе спрятали самоходку в живой изгороди, нацелились на шоссе и ждём. На дороге показался первый «тигр». Наводчик наш Митя только сказал мне: «Стой, как стоишь». Вдарили по нему бронебойно-зажигательным снарядом. А немецкие танки ходили на бензине. Если пробьёшь броню — вспыхивают мигом. А тут он, практически, сам бок подставил. И в первый раз в жизни я услышал: «Попадание. Горит!». Второй шла «Пантера». Её уложили вторым выстрелом. Только место в саду успевали менять. Чтобы немцы не пристрелялись. Но сначала дом справа загорелся, потом сарай слева. Потом от пехоты немецкой с трудом отбились. Пулемёта-то на САУ нет: В общем, в конце концов они нас подбили.— От пограничника до прокурора. Пермский обозреватель. № 9 (210). 14 марта 2005 года.
Три члена экипажа САУ выбыли из строя, но механик-водитель остался жив. Пересев в другую машину, он продолжил отражать натиск врага. Утром следующего дня самоход Ф. И. Бурцева вновь был подбит. Сам он был ранен, но не покинул поля боя. За доблесть и мужество, проявленные в боях под Шяуляем, приказом от 14 сентября 1944 года Фёдор Иванович был вторично награждён орденом Славы 3-й степени. Именно эта награда в порядке перенаграждения указом Президиума Верховного Совета СССР от 19 августа 1955 года была заменена на орден Славы 1-й степени (№ 2362).

### Прибалтийская стратегическая операция
После отражения контрнаступления противника под Шауляем и разгрома его танковой группировки у Круопяя, 1-й танковый корпус был переброшен на рижское направление и вечером 17 сентября 1944 года занял оборонительные позиции в районе Добеле, где в период с 18 по 25 сентября отразил мощный контрудар группы армий «Север». Затем корпус вновь вернулся под Шауляй и сосредоточился в районе местечка Шавляны (Šiaulėnai), где начал подготовку к предстоящему наступлению на мемельском направлении. В ходе начавшейся 5 октября Мемельской операции 1437-й самоходный артиллерийский полк, действовавший совместно с 159-й танковой бригадой, сыграл особенно заметную роль. Стремительной атакой в ночь с 6 на 7 октября танкисты и самоходчики сбили заслоны противника и ворвались в опорный пункт немцев местечко Кроже (Kražiai), где разгромили штаб 5-й танковой дивизии вермахта. Развивая стремительное наступление на юго-запад, бригада полковника К. О. Петровского и полк майора И. Н. Плешева 7 октября перерезали шоссе Колтыняны (Kaltinénai) — Немокшты (Nemakščiai), а утром 8 октября освободили крупный населённый пункт Шилале. Преследуя отступающего врага, передовой отряд корпуса к пяти часам вечера того же дня овладел опорным пунктом противника Поюры (Pajūris). Немцам всё же удалось отступить за реку Юру и взорвать мосты, но приданные танкистам сапёры быстро нашли брод. Форсировав водную преграду в одном километре северо-восточнее населённого пункта, танкисты и самоходчики вышли к заранее подготовленной и сильно укреплённой линии обороны противника у местечка Тенени (Teneniai). При штурме немецких укреплений особенно отличился младший сержант Ф. И. Бурцев. Умело маневрируя под огнём врага, он дал возможность экипажу уничтожить две противотанковые пушки, мешавшие продвижению бронетехники, и до 30 солдат и офицеров вермахта. Через проделанную самоходом брешь в немецкой обороне советские тридцатьчетвёрки ворвались на позиции неприятеля. В 9 часов вечера 8 октября танкисты полностью овладели опорным пунктом немецкой обороны местечком Тинени.
Возобновив наступление 9 октября, передовой отряд 1-го танкового корпуса, состоявший из 159-й танковой бригады и 1437-го самоходного артиллерийского полка, устремился к границам Восточной Пруссии. Освободив в течение дня приграничные литовские населённые пункты Шиле (Šyliai) и Гордомы (Gardamas), в 18 часов 40 минут он пересёк довоенную советско-германскую границу. Это знаменательное событие танкисты и самоходчики отметили троекратным залпом из всех видов оружия. Их дальнейшая боевая задача предусматривала выход на стратегически важный для немцев участок железной дороги Тильзит — Мемель, который прикрывала последняя мощная оборонительная линия противника. Чтобы не атаковать немецкие позиции в лоб, было решено обойти немецкие укрепления через сильно заболоченную местность, там, где этого немцы ожидали меньше всего. Ответственная задача проложить путь бронетехнике была поручена опытному механику-водителю младшему сержанту Ф. И. Бурцеву.

Провели разведку маршрута предстоящих действий, — вспоминал Фёдор Иванович. — Впереди было бездорожье. Комбриг вызвал всех водителей и приказал мне двигаться впереди танков. «Если ты засядешь, — говорит комбриг, — то танки тебя вытащат, а если танк засядет, то вы его не вытащите». Так впервые в нарушение всех инструкций я двигался не за танками, а впереди них. По болотистой местности мы обошли немецкие укрепления, оснащённые «фердинандами», и вышли на шоссе, ведущее на Клайпеду. — Что вышито на полотне судьбы. Газета «Весть». 03.05.2012.
Чуть позднее этим же маршрутом в тыл немцев вышли основные силы 1-го танкового корпуса. А между тем его передовой отряд вышел к северо-восточной окраине немецкого города Шиббен. Появление советских танков явилось полной неожиданностью для противника. Немцы не успели организовать оборону и в панике отступили в южном направлении, бросая технику и вооружение. К 9 часам вечера город полностью оказался под контролем советских солдат. Танкисты и самоходчики заняли круговую оборону и удержали позиции до подхода основных сил корпуса.
18 октября 1944 года решением маршала А. М. Василевского 1-й танковый корпус был передан 3-му Белорусскому фронту. Совершив 140-километровый переход, части корпуса переправились через Неман у города Юрбурга и совместно с частями 5-й армии вели наступательные бои в направлении Клайн-Варнингтена и Кибартена. 6 ноября корпус был выведен во второй эшелон 3-го Белорусского фронта, где оставался до конца 1944 года. За отличие в Мемельской операции приказом 19 ноября 1944 года младший сержант Ф. И. Бурцев был награждён орденом Славы 2-й степени (№ 9381). Вскоре ему было присвоено звание сержанта.

### В Восточной Пруссии
12 января 1945 года войска 1-го Прибалтийского, 2-го и 3-го Белорусских фронтов начали наступление в Восточной Пруссии. 1-й танковый корпус был введён в прорыв 16 января. Пройдя с боями 60 километров, 18 января части корпуса взяли крупный опорный пункт и важный транспортный узел немцев Гросс-Скайсгиррен, создав угрозу флангу тильзитской группировки противника, чем способствовали взятию города Тильзита. Продолжая наступление, корпус генерал-лейтенанта В. В. Буткова глубоко вклинился во фланг инстербургской группировки немцев и штурмом овладел населённым пунктом Таплаккен на стратегически важной магистрали Инстербург — Кёнигсберг, чем способствовал успешному овладению частями 3-го Белорусского фронта городом Инстербургом. За период наступления с 16 по 22 января 1945 года экипаж СУ-85, в составе которого воевал сержант Ф. И. Бурцев, огнём орудия и гусеницами уничтожил 2 противотанковых орудия, 2 бронетранспортёра, 5 автомашин с грузами и около 15 солдат противника. В результате дальнейшего наступления на кёнигсбергском направлении 27 января 1-й танковый корпус достиг рубежа Траузиттен — Нойхаузен, тем самым обеспечив выход советских войск к северо-восточным окраинам Кёнигсберга.
В начале февраля 1945 года перед войсками 3-го Белорусского фронта была поставлена задача по разгрому хейльсбергской группировки противника. К началу штурма сильно укреплённой обороны противника на реке Посмар в составе 1-го танкового корпуса насчитывалось всего 38 танков и 18 САУ, в том числе 6 СУ-85 — в 1437-м самоходном артиллерийском полку, в то время как противник в районе действия корпуса имел до 60-и танков и самоходных артиллерийских установок из состава 2-й механизированной дивизии «Герман Геринг». Тем не менее 7 февраля силы корпуса прорвали насыщенную ДОТами, ДЗОТами, противотанковыми заграждениями и минными полями оборону противника и взяли опорный пункт городок Помпикен. 9 февраля пал Хуссенен, а 10 февраля советские войска взяли Прейсиш-Эйлау. К этому моменту в составе 1437-го самоходного артиллерийского полка остался только один самоход, механиком-водителем которого был сержант Ф. И. Бурцев. Свой последний бой на этой машине несколько дней спустя Фёдор Иванович запомнил хорошо:

Наш самоходный артиллерийский полк стоял в обороне под Прейсиш-Эйлау. Немцы наступали. По приказу командира я повёл машину из засады на боевую позицию. Но на войне как на войне. Не успели мы тронуться, как прямо в лоб нашей самоходке влепилась немецкая болванка. Снаряд каким-то замысловатым рикошетом попал в бак с горючим. Самоходка загорелась. Наш экипаж быстро сбил огонь. Бой продолжался. Я все-таки вывел свою машину на намеченную командиром позицию. В секторе наблюдения показался вражеский танк. Мы его подбили с первого выстрела. Второго «тигра» постигла та же участь.— Повелитель танковой брони. Журнал «Прокурор». № 2. 2012 год.
На следующий день сержанта Бурцева пересадили на танк Т-34. В следующем же бою танк был подбит, и Фёдор Иванович вновь потерял своих боевых товарищей, даже не успев познакомиться с ними. Сам он был ранен в бедро, но остался в строю. До конца войны он воевал механиком-водителем на Т-34. В составе сводного отряда 1-го танкового корпуса, сформированного из остатков различных его подразделений, он участвовал в штурме Кёнигсберга и разгроме Земландской группировки противника. После завершения боёв на Земландском полуострове Фёдор Иванович был направлен в город Гумбинен, где шло переформирование 1437-го самоходного артиллерийского полка. Здесь 9 мая 1945 года он и встретил День Победы.

### После войны
В июне 1945 года 1-й танковый корпус был переформирован в 1-ю танковую дивизию. В составе танкового полка дивизии Ф. И. Бурцев служил до июня 1946 года. Демобилизовался Фёдор Иванович в звании старшего сержанта. Недолго жил у старшего брата в Большой Соснове. Уже осенью вернулся в Свердловск и поступил в юридическую школу, которую окончил в 1948 году. По распределению был направлен в Молотовскую область. Работал следователем прокуратуры Чернушинского района. Одновременно учился на заочном отделении Свердловского юридического института.
После получения диплома о высшем образовании в 1954 году Ф. И. Бурцев был назначен на должность прокурора Фокинского района. В 1955 году в результате перенаграждения Фёдор Иванович стал полным кавалером ордена Славы. Тогда же ему было присвоено воинское звание лейтенанта запаса, а уже в 1970-х годах — старшего лейтенанта в отставке. В конце 1950-х годов Бурцев работал прокурором в Ординской районной прокуратуре, а в 1961 году был переведён в Пермь. До 1969 года Фёдор Иванович трудился прокурором отдела по надзору за местами лишения свободы Пермской областной прокуратуры. Затем занимал должности прокурора следственного управления прокуратуры области, прокурора Мотовилихинского района города Перми и прокурора отдела по надзору за судами областной прокуратуры. За многолетний добросовестный труд Ф. И. Бурцев был отмечен знаком «Почётный работник прокуратуры СССР», неоднократно поощрялся Генеральным прокурором СССР, Генеральным прокурором РСФСР и прокурором Пермской области. Приказом Генерального прокурора Российской Федерации он был награждён знаками отличия «За верность закону 1 степени» и «За безупречную службу». В 2012 году в ознаменование 290-летия российской прокуратуры указом Президента Российской Федерации ему было присвоено звание «Заслуженный работник прокуратуры Российской Федерации».
С 1996 года старший советник юстиции Ф. И. Бурцев находился на пенсии. Ещё с 1960-х годов Фёдор Иванович начал заниматься военно-патриотической работой, активно участвовал в ветеранском движении. После выхода на заслуженный отдых он продолжал часто выступать перед молодыми сотрудниками аппарата прокуратуры, много времени уделял работе в Пермском городском совете ветеранов войны. Участвовал в парадах Победы 1995 и 2000 годов. С 2011 года ветеран постоянно жил в Калуге в семье своей дочери.
Ушёл из жизни 18 октября 2018 года. Похоронен в колумбарии Военно-мемориального комплекса на Михайловском кладбище в Екатеринбурге.

## Награды и звания
- Орден Отечественной войны I степени (11.03.1985)[27];
- орден Красной Звезды (08.02.1945)[17];
- орден Славы 1-й степени (19.08.1955)[1];
- орден Славы 2-й степени (19.11.1944)[11];
- орден Славы 3-й степени (30.07.1944)[1];
- медали, в том числе:
  - медаль «В ознаменование 100-летия со дня рождения Владимира Ильича Ленина»;
  - медаль «За победу над Германией в Великой Отечественной войне 1941—1945 гг.»[25];
  - медаль «За взятие Кёнигсберга»[25];
  - юбилейная медаль «Двадцать лет Победы в Великой Отечественной войне 1941—1945 гг.»;
  - юбилейная медаль «Тридцать лет Победы в Великой Отечественной войне 1941—1945 гг.»;
  - юбилейная медаль «Сорок лет Победы в Великой Отечественной войне 1941—1945 гг.»;
  - юбилейная медаль «50 лет Победы в Великой Отечественной войне 1941—1945 гг.»;
  - юбилейная медаль «60 лет Победы в Великой Отечественной войне 1941—1945 гг.»;
  - юбилейная медаль «65 лет Победы в Великой Отечественной войне 1941—1945 гг.»;
  - юбилейная медаль «70 лет Победы в Великой Отечественной войне 1941—1945 гг.»;
  - юбилейная медаль «50 лет Вооружённых Сил СССР»;
- знак отличия «За верность закону» 1-й степени[25];
- нагрудный знак «За безупречную службу»[25];
- медаль «Ветеран прокуратуры»[25];
- почётный работник прокуратуры СССР[7];
- Заслуженный работник прокуратуры Российской Федерации (09.01.2012)[26];
- Почётная грамота Президента Российской Федерации (27 апреля 2015 года) — за заслуги в укреплении законности и правопорядка, многолетнюю добросовестную службу, активную общественную деятельность[28].

## Память
- Имя Ф. И. Бурцева увековечено на монументе Славы в Костроме.
- Мемориальная доска установлена на здании краевой прокуратуры в Перми[29].

## Документы
- Общедоступный электронный банк документов «Подвиг Народа в Великой Отечественной войне 1941—1945 гг.» Дата обращения: 2 мая 2014. Архивировано из оригинала 13 марта 2012 года.

Орден Славы 1-й степени (архивный реквизит 1518862294).
Орден Красной Звезды (архивный реквизит 23761994).
Орден Славы 2-й степени (архивный реквизит 34820042).
Орден Славы 3-й степени от 14.09.1944 (архивный реквизит 44553934).
- Указ Президента Российской Федерации от 9 января 2012 года № 30 «О награждении государственными наградами Российской Федерации».